# مغسان العليا (بردسرة)
مغسان العلیا (بالفارسية: مگسان علیا) هي مستوطنة تقع في إيران في قسم بردسرة الريفي. يقدر عدد سكانها بـ 207 نسمة .